# Bunomys coelestis
Bunomys coelestis es una especie de roedor de la familia Muridae.

## Distribución geográfica
Es endémica del sudoeste de Célebes (Indonesia).

## Hábitat
Su hábitat natural es: el clima tropical o clima subtropical, en bosques montanos.

## Estado de conservación
Se encuentra amenazada de extinción por la pérdida de su hábitat natural.